# Авроров, Алексей Петрович
Алексе́й Петро́вич Авро́ров (20 февраля 1877, Вязниковский уезд, Владимирская губерния — 1937, Галич, Ивановская область) — русский врач, участник Цусимского сражения.

## Биография
Родился 8 (20) февраля 1877 года в погосте Архидиаконский, в семье священника Петра Осиповича Авророва (1838—?) и Марии Матвеевны (в девичестве Архидиаконской). В семье было восемь детей, в их числе врачи: Павел Петрович, Василий Петрович, Евдокия Петровна.
В 1897 году окончил Владимирскую духовную семинарию, в 1902 году с отличием — медицинский факультет Юрьевского университета и в апреле 1903 года, как учившийся на государственную стипендию, был определён на службу в Морское ведомство — младшим врачом 32-го флотского экипажа (Севастополь) с прикомандированием к морскому госпиталю. Август-сентябрь 1903 года провёл в плавании на эскадренном броненосце «Двенадцать Апостолов», июнь-сентябрь 1904 — в плавании на минном транспорте «Дунай».
В октябре 1904 года был назначен младшим врачом на пароход Добровольного флота «Воронеж». После присоединения судна к 2-й эскадре флота Тихого океана 10 мая 1905 года переведён младшим врачом на эскадренный броненосец «Орёл», на котором принял участие 14-15 мая 1905 года в Цусимском сражении. Был взят в плен после сдачи броненосца. В августе 1905 года явился к прежнему месту службы в Севастополь и получил назначение судовым врачом на эскадренный броненосец «Князь Потёмкин». В числе судовых офицеров во время вооруженного восстания под руководством П. П. Шмидта 14 ноября 1905 года был арестован. Во время обстрела восставших кораблей прыгнул в воду, где провёл восемь часов. В состоянии острого психоза был направлен на лечение в Петербург, в клинику Бехтерева. В 1906—1907 годах служил младшим врачом Сибирского флотского экипажа, был судовым врачом транспорта «Аргунь». В 1907 году был отмечен орденом Св. Анны 3-й степени с мечами.
В 1907—1908 годах — младший врач 7-го флотского экипажа. Однако 20 октября 1908 года был уволен со службы в связи с психическим расстройством.
После выздоровления учился в институте усовершенствования врачей в Петербурге. Осенью 1914 года получил назначение в госпиталь в г. Галиче Костромской губернии.
Во время Первой мировой войны в 1915—1918 гг. — начальник военно-санитарного поезда. Затем, в 1918—1925 гг. — врач в амбулатории фабрики «Свободный пролетарий» в г. Вязники. Здесь, в 1920 году женился на Зинаиде Вячеславовне Богомоловой.
В 1926 году переехал в Галич, где поступил в районную больницу ординатором. Через полгода принял должность заведующего железнодорожной амбулаторией, совмещая её с должностью врача железнодорожной школы № 16. После упразднения должности школьного врача продолжал работу бесплатно.
Умер в 1937 году, похоронен на городском кладбище г. Галича.